# Mittergrabern
Mittergrabern ist ein Dorf und eine Katastralgemeinde in der Marktgemeinde Grabern sowie eine ehemalige Gemeinde im Bezirk Hollabrunn in Niederösterreich.

## Geschichte
Der Ort war frühbronzezeitlich besiedelt. Urkundlich wurde der Ort um 1120/1150 genannt.

## Verbauung
Das Grabendorf hat eine durchmischte Verbauung mit Zwerch- und Hakenhöfen teils mit Putzfeldgliederung aus dem Ende des 19. Jahrhunderts. Im westlichen und südöstlichen Ortsteil stehen mächtige verbretterte Längs- und Querscheunen. Am südöstlichen Ortsausgang gibt es zwei Kellerzeilen, teils geschlossen verbaut, mit trauf- und giebelständigen Presshäusern.

## Öffentliche Einrichtungen
In Mittergrabern befindet sich ein Kindergarten und eine Volksschule.

## Kultur und Sehenswürdigkeiten
- Katholische Pfarrkirche Mittergrabern hl. Johannes der Täufer

## Persönlichkeiten
- Alois Fischer (1881–1945), Politiker (CSP/VF) und Erster Landtagspräsident im Landtag von Niederösterreich